# Otto von Westphalen zu Fürstenberg
Otto (Taufname: Otto Joseph Hubert) Graf von Westphalen zu Fürstenberg (* 14. März 1875 auf Schloss Laer; † 20. Mai 1927 in Braunlage) war ein preußischer Landrat.

## Leben

### Herkunft und Familie
Otto von Westphalen zu Fürstenberg wurde als vierter Sohn der Eheleute Clemens August von Westphalen zu Fürstenberg und seiner Frau Cäcilie Charlotte Henriette Lucchesini geboren. Am 21. Juli 1906 heiratete er in Münster Wilhelmine von Haxthausen (* 1882, † 1920), Tochter von Karl Moritz Elmenhaus von Haxthausen (Erbhofmeister im Fürstentum Paderborn) und Hermenegilde von Bocholtz-Asseburg. Das Paar hatte fünf Söhne und zwei Töchter.

### Beruflicher Werdegang
Otto studierte nach dem Abitur am Gymnasium Paulinum (Münster) Rechtswissenschaften an den Universitäten Freiburg, München, Lausanne und Göttingen und legte am 25. Juni 1898 die Prüfung zum Gerichtsreferendar beim Oberlandesgericht Celle ab. Am 4. April 1903 folgte die Prüfung zum Gerichtsassessor. Er wurde zunächst mit der Verwaltung einer Hilfsrichterstelle beim Amtsgericht Münster beauftragt und danach dem Landratsamt Glogau zugewiesen und zum Regierungs-Assessor ernannt. Am 29. Mai 1905 folgte die Überweisung an die Regierung Liegnitz. Am 10. Juli 1905 wird er mit der kommunalen Verwaltung des Landratsamtes Lüdinghausen beauftragt und am 9. April 1906 definitiv zum Landrat des Kreises Lüdinghausen ernannt. Dieses Amt hatte er bis zu seinem Tode inne.
Sein Bruder Franz Graf von Westphalen zu Fürstenberg war Landrat des Kreises Münster.

## Ehrungen
- Eisernes Kreuz II. Klasse
- Ehrenbürger von Lüdinghausen